# Liste von Reaktionen in der organischen Chemie
Diese Liste soll einen Überblick über die wichtigsten chemischen Reaktionen in der organischen Chemie nach Einteilung der entstehenden Bindungentypen und Standard-Bausteinen geben.

## C-C-Einfachbindung
- Grignard-Reaktion (Addition von halogenierten Organomagnesiumverbindungen der Struktur an Carbonylgruppen)
- Ortho-Metallierung (Metallierung von entsprechend substituierten Aromaten mit Alkyllithiumverbindungen)
- Negishi-Kupplung (Umsetzung von Arylhalogeniden oder -triflaten in einer nickel- oder palladiumkatalysierten Reaktion mit Organozinkverbindungen)
- Acyloin-Kondensation (Kondensation zweier Ester zu α-Hydroxycarbonylverbindungen)

## C=C-Doppelbindung
- Wittig-Reaktion (Umsetzung von Phosphoryliden mit Carbonylverbindungen)
- Horner-Wadsworth-Emmons-Reaktion (Umsetzung von Aldehyden oder Ketonen mit den Anionen von organischen Phosphonaten)
- Peterson-Olefinierung
- Olefin-Metathese
- Aldolkondensation (durch Säuren oder Basen katalysierte Reaktion von Aldehyden oder Ketonen mit anschließender Wasserabspaltung)

## Alkohole

### Aus Reaktionen mit Doppelbindungen
- Hydrolyse von C=C-Doppelbindungen mit Wasser oder Oxymercurierung, Markownikow-Produkt
- Hydrierung von C=C-Doppelbindungen mit Boranen, Anti-Markownikow
- Hydrierung von C=O-Doppelbindungen mit chiralen Boranen, z. B. Alpine-Boran

### Vicinale Diole
- Oxidation von C=C-Doppelbindungen mit alkalischer Kaliumpermanganat-Lösung oder Osmiumtetroxid, cis-Diol
- Oxidation von C=C-Doppelbindungen mit Persäuren und anschließender Hydrolyse, trans-Diol

### Aus Reduktion von Aldehyden/Ketonen/Carbonsäuren
- Corey-Fuchs-Reaktion aus Aldehyden

## 3-Ringe

### Cyclopropane
- Cheletrope Reaktion ([2+1]-Addition eines Carbens an ein Olefin)
- 1,3-Dibromalkan mit Magnesium (Grignard-Reaktion)

### Oxirane
- Oxidation von Olefinen mit Persäuren (z. B.: meta-Chlorperbenzoesäure)
- Stereoselektive Epoxidierung mit tert-Butylhydroperoxid unter Zuhilfenahme von Weinsäurediethylester (Sharpless-Epoxidierung)

## 4-Ringe

### Cyclobutan-Synthesen
- (2+2)-Cycloaddition von Olefinen

### Oxetane
- Paternò-Büchi-Reaktion (2+2-Cycloaddition eines Olefins mit einer Carbonylverbindung)

## 5-Ringe

### Cyclopentane
- 1,3-Dipolare Cycloaddition

### Cyclopentenone
Pauson-Khand-Reaktion (Reaktion eines Alkins, Alkens und Kohlenmonoxid)

### 3-Thiazoline
- Asinger-Reaktion

## 6-Ringe

### Cyclohexenone
- Robinson-Anellierung (Michael-Addition, dann Aldolreaktion)

### Cyclohexene
- Diels-Alder-Reaktion (4+2-Cycloaddition)

### Benzol
- Vollhardt-Cyclisierung
- 3-fache Aldolkondensation
- Diels-Alder-Reaktion 4+2-Cycloaddition mit Alkinen

## Dicarbonylverbindungen

### 1,2-Dicarbonyl-Verbindungen
- Riley-Oxidation

### 1,3-Dicarbonyl-Verbindungen
- Claisen-Kondensation

### 1,4-Dicarbonyl-Verbindungen
- Stetter-Reaktion
- Corey-Seebach-Reaktion an einem Michael-System

### 1,5-Dicarbonyl-Verbindungen
- Michael-Addition (Addition an eine α,β-ungesättigte Carbonylverbindung mit einem weichen Nukleophil)

### 1,6-Dicarbonyl-Verbindungen
- Cyclopropantrick (Michael-Addition einer Carbonylverbindung an ein Cyclopropen-homo-System)
- Ozonolyse eines cyclischen Olefins